# Sein bester Freund (film 1918)
Sein bester Freund è un film muto del 1918 diretto da Uwe Jens Krafft. Interpretato da Max Landa che veste i panni del detective Joe Deebs, il film fa parte della Joe Deebs-Detektivserie, una serie cinematografica prodotta da Joe May.

## Produzione
Il film fu prodotto dalla May-Film GmbH (Berlin).

## Distribuzione
Il film fu presentato in prima al Tauentzien-Palast di Berlino il 15 febbraio 1918 e uscì nelle sale con il visto di censura B.41388 del gennaio 1918 che ne vietava la visione ai minori.